# Ga Siheung Daeya
Ga Siheung Daeya (Tiếng Hàn: 시흥대야역, Hanja: 始興大也驛) là ga tàu điện ngầm trên Tuyến Seohae nằm ở Daeya-dong, Siheung-si, Gyeonggi-do.

## Lịch sử
- 21 tháng 10 năm 2013: Công bố kinh doanh tuyến đường sắt và quyết định đặt tên ga là Ga Daeya[1]
- 6 tháng 4 năm 2018: Bảng khoảng cách đường sắt được công bố và tên ga được đổi thành Ga Siheung Daeya[2]
- 16 tháng 6 năm 2018: Hoạt động kinh doanh bắt đầu với việc khai trương Tuyến Seohae của Tàu điện ngầm Seoul[3]

## Bố trí ga
| ↑ Sosaeul  |
| \| S/B     |
| Sincheon ↓ |

| Hướng Bắc | ● Tuyến Seohae | ← Hướng đi Sosa · Sân vận động Bucheon · Sân bay Quốc tế Gimpo · Neunggok |
| Hướng Nam | ● Tuyến Seohae | → Hướng đi Sincheon · Sinhyeon · Choji · Wonsi →                          |

## Xung quanh nhà ga
- CGV Siheung
- LF Factory Outlet Siheung
- Cửa hàng MOOC
- Trường tiểu học Eungye
- Yeongnam APT
- Trường tiểu học Daeya
- Trung tâm Đào tạo Thanh niên Tòa thị chính Siheung
- Trung tâm học tập suốt đời Siheung
- Thư viện Daeya thành phố Siheung

## Hình ảnh

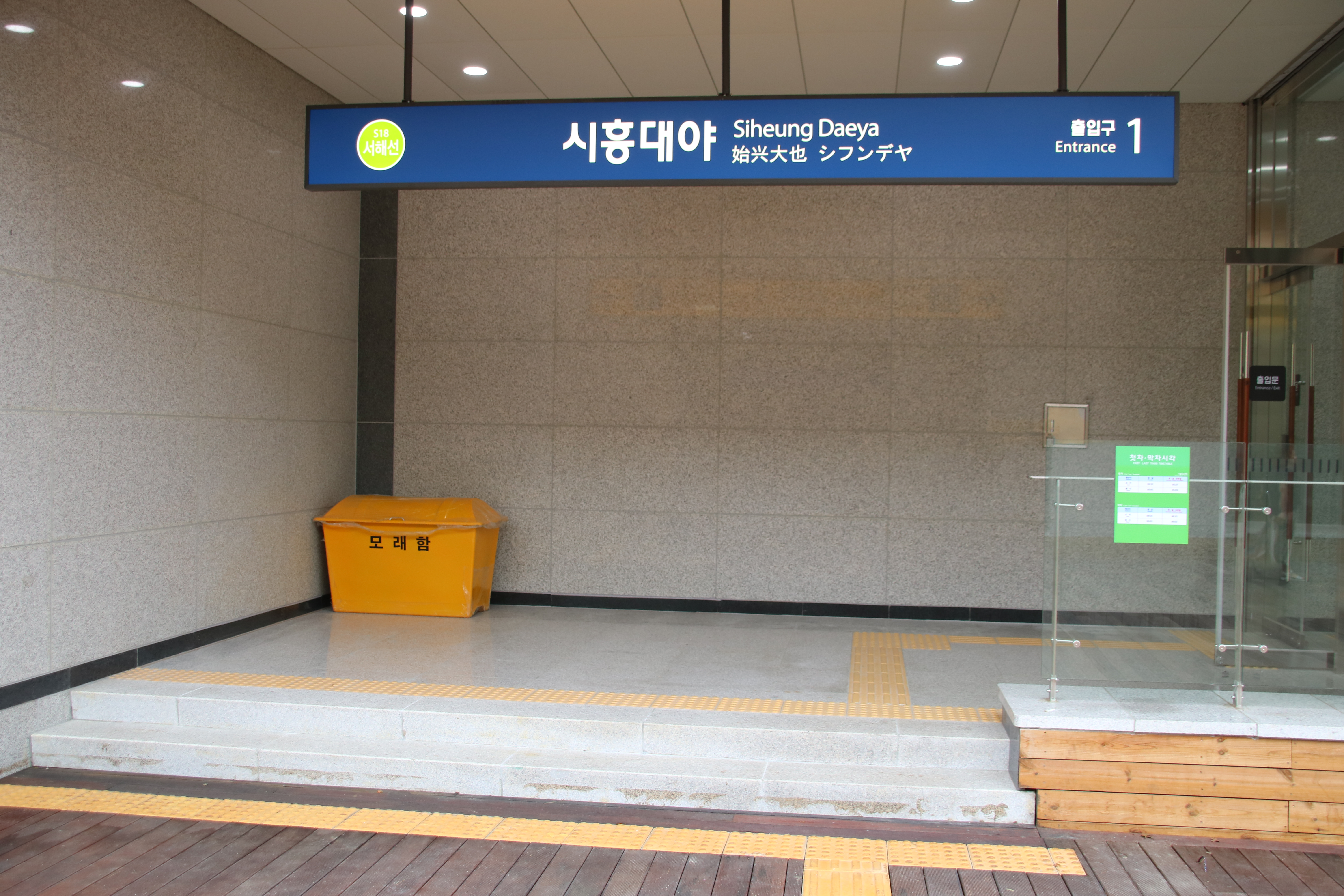
Lối ra số 1
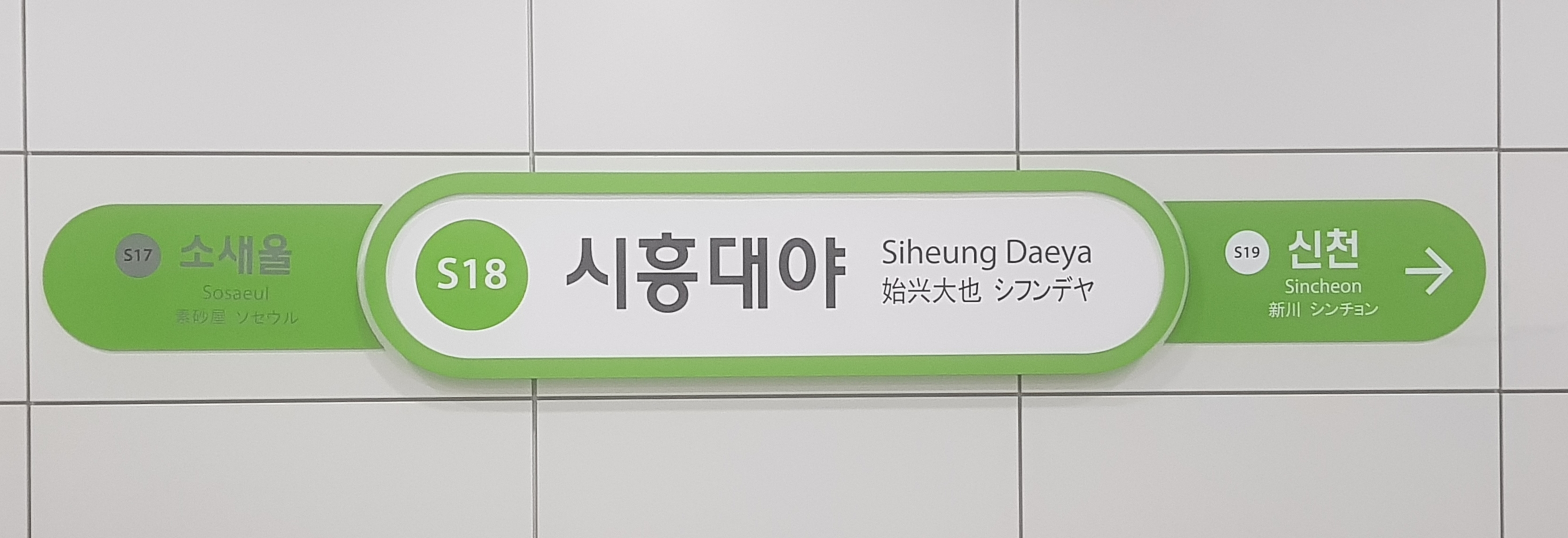
Bảng tên ga (Hướng Wonsi)